# Pilosella calomastix
Pilosella calomastix (нечуйвітер гарнопагоновий, нечуйвітер стрункостеблий) — вид рослин із родини айстрових (Asteraceae).

## Біоморфологічна характеристика
Це багаторічна рослина 35–50 см заввишки. Пагони досить довгі, тонкі, нерідко червоні, з б. м. дрібними листками. Прикореневих листків 1–4, стеблових — 2–3, у нижній частині стебла. Загальне суцвіття волотисте, стисле, згодом нещільне. Квітки оранжеві, зовнішні — рожеві, з червонуватими смужками.

## Середовище проживання
Зростає у Європі — Австрія, Польща, Чехія, Румунія, Білорусь, Україна.
В Україні вид зростає на трав'янистих місцях — у Карпатах